# Raphaël Adam (homme politique)
Raphaël Adam, né le 28 juillet 1987 à Nevers (Nièvre), est un homme politique français. Il est maire de Nanterre depuis octobre 2023 et conseiller territorial depuis mars 2020.

## Biographie

### Origines et formation
Raphaël Adam naît en 1987 dans la Nièvre. Son père est agriculteur-éleveur et sa mère institutrice.
Après un  master 1 en sciences politiques et un master 2 en communication numérique, il poursuit sa formation à l'institut de préparation à l'administration générale de l'université Paris-Nanterre. Il est cadre de la fonction publique.

### Fonctions électives
Il commence sa carrière politique en 2008, à 21 ans, et est élu conseiller municipal de la petite commune de Beaulieu dans la  Nièvre, ; il est réélu en 2014,.
Le 15 mars 2020, il est élu au conseil municipal sur la liste de Patrick Jarry et est 16e maire adjoint chargé de  l'aménagement et de l'urbanisme. Le 19 octobre 2023, le maire de Nanterre, démissionnaire, le présente comme son successeur, ce qui est voté par la majorité des membres du conseil municipal,,,,. Il succède à mi-mandat à Patrick Jarry qui, lui-même avait succédé, à Jacqueline Fraysse à mi-mandat.

### Prises de positions
Invité à la Sorbonne, pour l'annonce des mesures post-émeutes du gouvernement par Élisabeth Borne, il déplore que « dans  cette  invitation, il n'y a  pas  une  ligne, pas un  mot, aucune référence à la mort du jeune Nahel qui a pourtant été l'élément déclencheur de ces violences ». Selon lui, « ces mesures ne répondent pas aux besoins des habitants en termes de logement, d'éducation et d'accès au droit ». « Si nous voulons construire l'avenir, ce n'est pas à Louis-le-Grand ou à Janson-de-Sailly que les meilleurs enseignants doivent être nommés, mais au lycée Joliot-Curie de Nanterre, au lycée Paul-Éluard de Saint-Denis ou au lycée Jean-Macé d'Ivry ».
Le  27  juin 2025, il participe  à une  manifestation organisée  par Assa  Traoré et soutenue par  la  municipalité  à l'occasion du deuxième  anniversaire  de  la  mort du jeune  Nahel . Au cours  de  son discours, il annonce  la  pose  prochaine  d'une  plaque  commémorative  à la  mémoire  du jeune  homme  et suscite  une  polémique,.

## Vie privée
Il est marié et père de deux enfants.